# Penisola Bear
La penisola Bear è una penisola situata nella Terra di Marie Byrd, in Antartide, in particolare sulla costa di Walgreen.
La penisola, che raggiunge una lunghezza in direzione nord/sud di circa 80 km per una larghezza massima di 50 km, è costituita principalmente da quattro penisole, da ovest a est: capo Jeffery, diviso dal duomo Moore per mezzo del ghiacciaio Brush, la penisola Gurnon, divisa dal duomo Moore per mezzo del ghiacciaio Park, e quindi, sulla costa orientale, il ghiaccio pedemontano Hamilton, diviso dalla penisola Gurnan dal ghiacciaio Bunner. Circondata a ovest dai ghiacci della piattaforma glaciale Dotson e a est da quelli del ghiacciaio Smith, la penisola, che risulta quasi completamente ricoperta dai ghiacci, da cui si affacciano solo alcuni speroni rocciosi, raggiunge la massima altitudine di circa 700 m s.l.m. alla sommità del duomo Moore.

## Storia
La penisola Bear è stata osservata per la prima volta da membri del Programma Antartico degli Stati Uniti d'America tra il 1939 e il 1941 e mappata poi grazie a fotografie aeree scattate nel gennaio 1947 durante l'operazione Highjump, svolta nel 1946-47 al comando del contrammiraglio Richard Evelyn Byrd.

In seguito, essa è stata battezzata con il suo attuale nome dal Comitato consultivo dei nomi antartici in onore del rompighiaccio USS Bear, nave madre della sopraccitata spedizione del Programma Antartico statunitense, da cui, nel febbraio 1940, partirono tre voli di ricognizione che portarono, tra l'altro, alla scoperta della costa di Walgreen e dell'area dell'isola Thurston.